# Kim Yu-bin
Kim Yu-bin (김유빈?, 金婑斌?, Gim Yu-binLR, Kim YupinMR; Gwangju, 4 ottobre 1988) è una cantante, rapper, modella e batterista sudcoreana, membro del gruppo musicale Wonder Girls.

## Biografia
Kim Yu-bin è nata il 4 ottobre 1988 a Gwangju, in Corea del Sud. Ha studiato presso la JungAm Elementary School e la Anyang High School per un breve periodo di tempo, prima di trasferirsi per diversi anni a San Jose, California, dove ha frequentato la Leland High School. Dopo essere ritornata in Corea del Sud, ha studiato presso la Myongji University. Prima del suo debutto come membro delle Wonder Girls, era in procinto di far parte di un altro gruppo femminile della Good Entertainment composto da cinque membri, le Five Girls (오소녀), assieme a G.NA, Uee delle After School, Hyoseong delle Secret e Jiwon delle Spica. Tuttavia, il gruppo si è sciolto nel 2007 ancora prima del suo debutto ufficiale a causa di problemi finanziari della Good Entertainment e tutti i membri si sono uniti a diverse etichette discografiche.

## Carriera

### Wonder Girls
Il 7 settembre 2007, Kim Yu-bin debuttò come membro e rapper delle Wonder Girls, gruppo musicale sotto contratto con la JYP Entertainment, per il loro singolo di ritorno Tell Me, sostituendo Hyuna che aveva abbandonato il gruppo alcuni mesi prima.

## Discografia
Per le opere con le Wonder Girls, si veda Discografia delle Wonder Girls.

### Singoli
- 2018 - Lady
- 2018 - #TUSM
- 2019 - Start of the End
- 2020 - Yaya (Me Time)
- 2021 – Perfume

### Collaborazioni
- 2007 – "Irrelevant Imagination" con Andy Lee
- 2008 – "Honey" con Lee Min-woo
- 2008 – "Cry With Us" con artisti vari
- 2008 – "I Love Asia" con artisti vari
- 2008 – "Do You Know That?" con Kim Bum-soo
- 2009 – "Weak Man" con Chun G
- 2010 – "This Christmas" con la JYP Nation
- 2013 – "It's Time" con Taecyeon e San E
- 2013 – "I Dance" con Ivy
- 2014 – "Who Am I?" con Sunmi
- 2015 – "The Heartbroken" con Justin Thorne
- 2017 – "Same Thing" con IPSAEM
- 2020 – "Holiday" con D2ear e Kumira
- 2020 – “How much is our love?” con M2AN
- 2020 – "Hermet" con Wullz

### Colonne Sonore
- 2019 – "Special”
- 2020 – "Wave"

## Filmografia
- Geubun-i osinda (그분이 오신다) – serie TV (2008) – cameo
- The Virus (더 바이러스) – serie TV (2013)
- Chocolate (초콜릿?) – serie TV, 3 episodi (2019)

## Videografia
Oltre che nei suoi videoclip delle Wonder Girls, Kim Yu-bin è apparsa anche nei seguenti video:
- 2008 – Cry With Us, videoclip di vari artisti
- 2008 – I Love Asia/Smile Again, videoclip di vari artisti
- 2008 – Once in a Lifetime, videoclip degli Shinhwa
- 2008 – 10 Out of 10, videoclip dei 2PM
- 2010 – This Christmas, videoclip della JYP Nation
- 2013 – I Dance, videoclip di Ivy
- 2014 – Ain't Nobody, videoclip di Ha:tfelt